# 足立仁
足立仁（日語：あだち まさし，羅馬化：Adachi Masashi，1897年11月13日—1978年1月25日）是日本农学家，微生物學者。終戰時的首相鈴木貫太郎之女婿。

## 略歷
明治30年（1897年）東京府出身（北海道札幌市生）。父親足立元太郎是札幌農學校2期生、橫濱生絲檢查所所長。大正10年（1921年）北海道帝國大學農學部農藝化學科畢業後，歷任北海道帝國大學助教授、台灣總督府高等農林學校教授等。昭和3年（1928年）任台北帝國大學助教授，昭和4年（1929年）任台北帝國大學教授。1941年敘勳三等授瑞寶章。戰後，歷任大阪府立大學・玉川大學等校教授。足立仁在台北市昭和町的住宅被指定為台北市市定古蹟，以「青田七六」的名義作為餐廳營業。

## 脚注
1. ↑  .   [2012-07-07]. （原始内容存档于2016-03-05）.

## 關連項目
- 北海道大學
- 昭和町大學住宅